# هيسي سيندي
هيسي سيندي ((بالأرمنية: Հաջիե Ջնդի Ջաուարի): 18 آذار 1908 – 1 أيار 1990) كان عالم لغويًا وباحثًا كرديًا من أرمينيا.

## ولادته
وُلد سيندي في عائلة كردية يزيدية في قرية يمنجير (إيمانجير) بالقرب من قارص في تركيا الحديثة. أثناء الحرب العالمية الأولى والغزو التركي والسوفييتي، فرت عائلته إلى أرمينيا واستقرت في قرية إليجيز. وفي وقت لاحق، فقد جميع أفراد عائلته (باستثناء شقيقه) بسبب المرض والمذابح.

## حياته
في عام 1919، أقام في دار الأيتام الأمريكية في ألكسندروبول، وفي عام 1926 تم نقله إلى دار الأيتام في لينيناكان، أرمينيا.

## حياته العملية
خلال الفترة بين عامي 1929 و1930، قام سيندي بالتدريس في قريتي قنديكساز وإليجيز، وكان رئيس القسم الثقافي في صحيفة "ريا تازة" الكردية عام 1930. كما عمل مذيعًا للأخبار في القسم الكردي في إذاعة يريفان. في عام 1933، انضم إلى اتحاد كتاب أرمينيا، وحضر مؤتمر الكتّاب السوفييت في العام التالي.
وفي عام 1937، وخلال حملات التطهير التي قادها جوزيف ستالين، تم اعتقاله في 18 آذار بتهم التجسس، والقومية، والانتماء لليزيدية، ومساعدة الثوار المضادين. وبعد مرور عام، أطلق عدد من المثقفين الأرمن حملة للمطالبة بإطلاق سراحه، وقد صدر عفو عنه، لكنه لم يُسمح له بالعودة إلى العمل فورًا. ومع ذلك، وبفضل دعم الكاتب ألكسندر فادييف، تمكن من استئناف نشاطه الأدبي لاحقًا.

## إنجازاته
في عام 1940، حصل سيندي على درجة الدكتوراه في الفولكلور الكردي، وفي عام 1941 كلّفته الحكومة الأرمنية بمهمة تغيير الأبجدية الكردية من الحروف اللاتينية إلى الحروف السيريلية.
تمت الموافقة على الأبجدية الجديدة ونُشرت في عام 1946، وبدأ استخدامها في التعليم الكردي في أرمينيا وجورجيا وعدد من جمهوريات آسيا الوسطى.
وفي عام 1959، تم تعيينه في قسم الدراسات الشرقية بالأكاديمية الأرمنية للعلوم، حيث ترأس قسم علم الكرد لمدة ثماني سنوات متتالية.
في عامي 1940 و1952، نُشر كتابه حكايات كردية باللغة الأرمنية، وفي عام 1959 صدر باللغة الكردية تحت عنوان (بالكردية: Xîmkên întîqomatêya gelê kurdî).
من عام 1968 إلى عام 1974، قام سيندي بتدريس الأدب واللغة الكردية في كلية الدراسات الشرقية بجامعة يريفان. كتب وترجم العديد من الكتب، من بينها 15 كتابًا في التراث الشعبي والأدب، و33 كتابًا مدرسيًا، و19 ترجمة، و7 كتب في مجال التربية.

## الكتب
1. الفولكلور الكرمانجي، مع أمينة إيفدال ، 1936.
2. حكايتن سيفاتا كوردان (قصص اجتماعية كردية)، يريفان، 1959. (أعيد نشره بواسطة Apec، 112 صفحة، السويد، 1996.(ردمك 91-87730-94-4)  )
3. Mesele û Xeberokên Cimeta Kurda (أمثال المجتمع الكردي)، 800 ص، 1985.
4. حواري، رواية، ص422، دار روجا نو للنشر، ستوكهولم، 1999.(ردمك 91-7672-045-4)رقم ISBN 91-7672-045-4

## الروابط الخارجية
- حجة سندي ومؤلفاته ، لإسكري بويك (باللغة الكردية).